# Pont suspendu de Magapit
Le pont suspendu de Magapit est un pont suspendu ouvert en 1978 pour relier les côtés est et ouest de la rivière Cagayan dans la province de Cagayan. Il est situé à Lal-lo. Le pont, appelé  « la porte dorée de Cagayan », est l'un des deux seuls ponts de la province à traverser la rivière Cagayan.

## Réhabilitation
Les travaux de réfection du pont ont débuté le 16 mai 2012 et se sont terminés le 20 novembre 2012. Le projet de réhabilitation avait un coût estimé à 100 millions de pesos,.